# Ewangeliarz Henryka Lwa

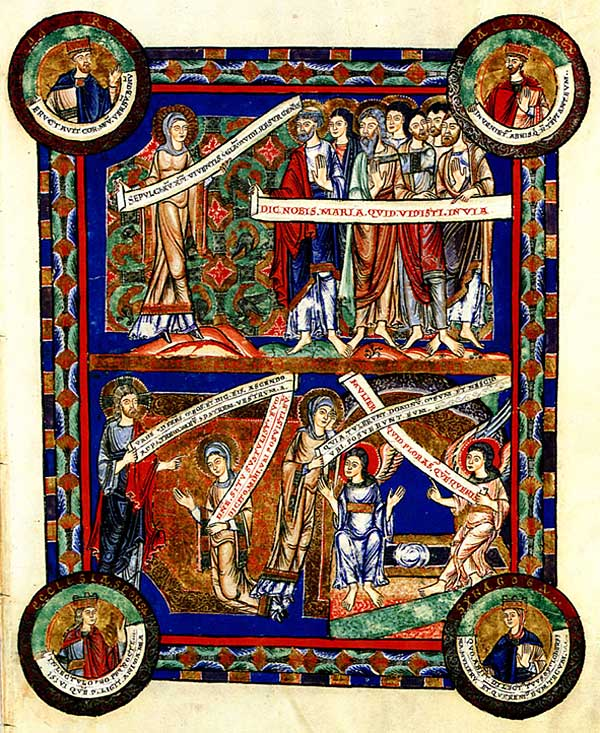
Zmartwychwstanie – jedna ze stron Ewangeliarza Henryka Lwa

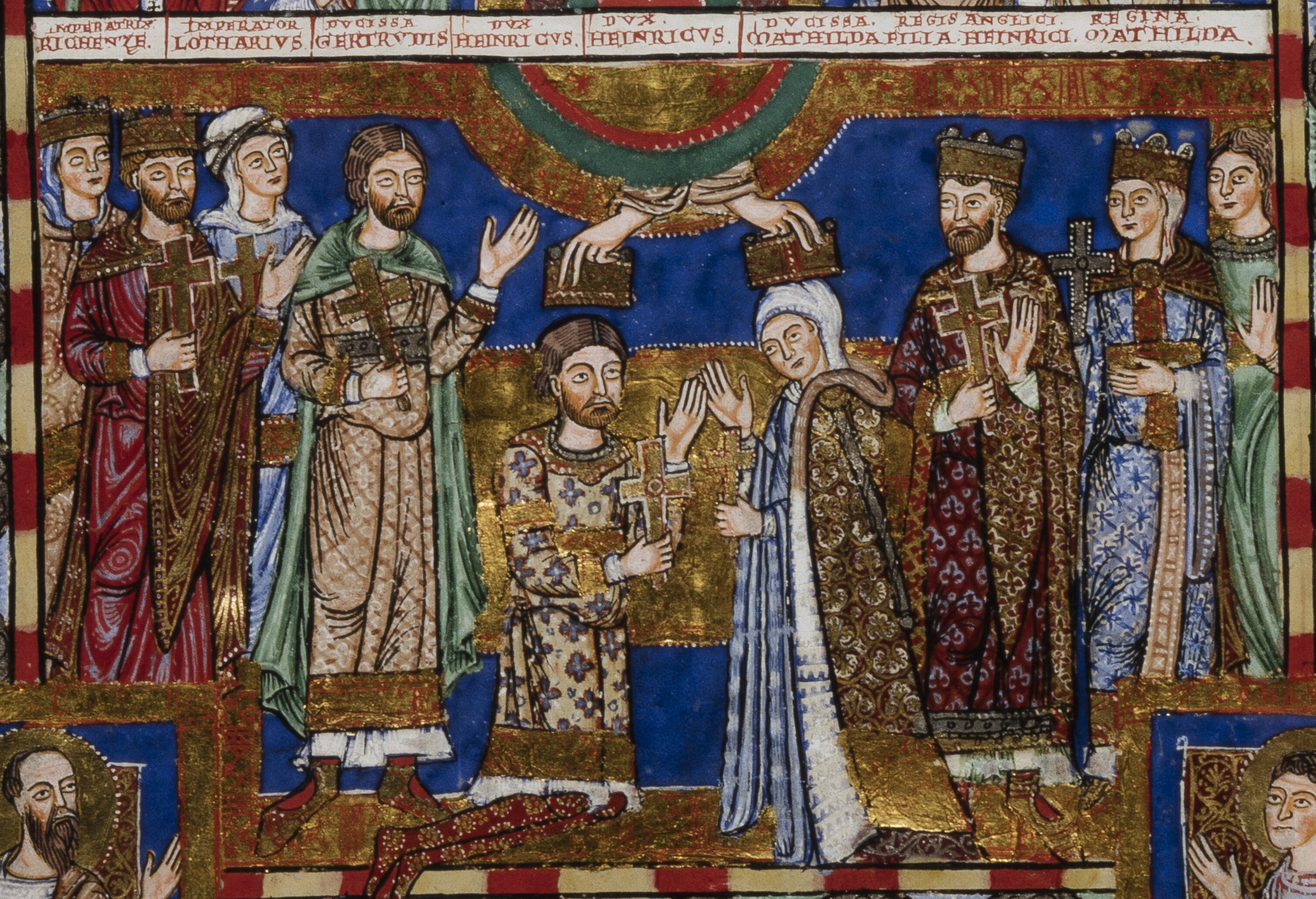
Ewangeliarz Henryka Lwa: Koronacja Henryka Lwa i Matyldy Angielskiej (fragment)

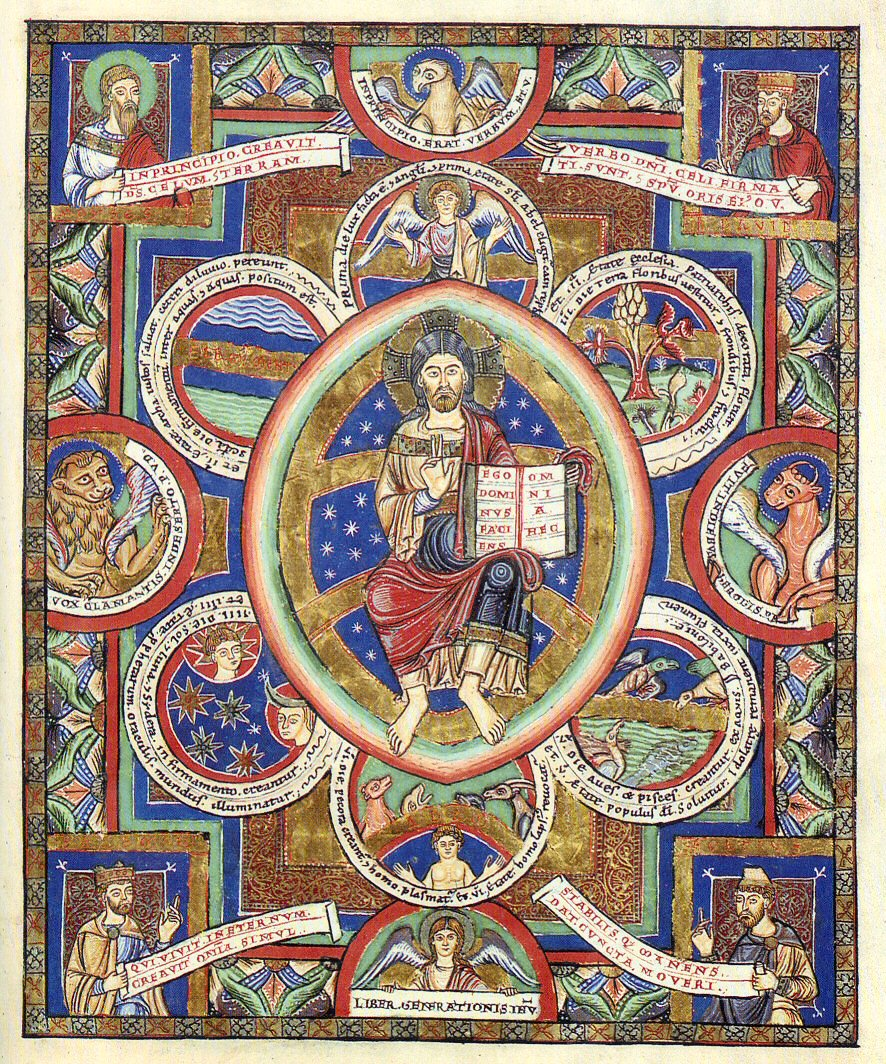
Chrystus w majestacie

Ewangeliarz Henryka Lwa – dzieło zamówione przez Henryka Lwa, księcia Saksonii i Bawarii, do ołtarza Panny Marii kolegiaty Św. Błażeja w Brunszwiku (obecnie katedry). Wolumin stanowi ważny przykład romańskiego malarstwa książkowego 2 połowy XII w.
Ewangeliarz został wykonany dla księcia w skryptorium przy benedyktyńskim opactwie w Helmarshausen. Do ustalenia czasu powstania dzieła mogą posłużyć dwie daty: 1173 – przed tym rokiem wzniesiono fundowany przez Henryka Lwa kolegiatę Św. Błażeja i 1188 – wtedy poświęcono ołtarz Panny Marii.
Dalsze dzieje Ewangeliarza nie są wyjaśnione. W nieznanym czasie trafił na dwór cesarski. Niewykluczone, że zainteresował się manuskryptem cesarz Karol IV Luksemburski, zważając na wzmiankę, choć późniejszą z 1593 roku, w której poświadczono obecność Ewangeliarza w dobrach kapituły katedry Św. Wita w Pradze, stamtąd w 1861 roku za cenę tysiąca talarów spadkobierca Welfów, Jerzy V, władca Królestwa Hanoweru, sprowadził do tegoż miejsca manuskrypt, gdzie ewangeliarz stanowił  część Skarbu Welfów „Königliche Welfenmuseum“ otworzonego w roku 1862. Po abdykacji w 1866 (wówczas Hanower wcielono do Królestwa Prus) Ewangeliarz trafił do jednej z gmin w rejonie Salzkammergut k. Salzburga, następnie do zamku Cumberland (Austria). Późniejsze losy Ewangeliarza były nieznane.
6 grudnia 1983 w domu aukcyjnym Sotheby’s w Londynie odbyła się aukcja, w której nieznany kontrahent wystawił Ewangeliarz na sprzedaż, a jego cena osiągnęła 8,14 mln funtów (32,5 milionów marek). Księgę kupił niemiecki bankier Hermann Josef Abs, który otrzymał wsparcie finansowe ze strony najważniejszych instytucji w Niemczech, takich jak rząd federalny Niemiec, władz krajów związkowych Dolnej Saksonii i Bawarii, czy Fundacji Pruskich Dóbr Kultury (Stiftung Preussischer Kulturbesitz). Zakup manuskryptu miał związek z programem ochrony skarbów niemieckiego dziedzictwa narodowego realizowanego przez powyższe instytucje. W konsekwencji Ewangeliarz Henryka Lwa jest ich wspólną własnością. Ewangeliarz był najdrożej sprzedaną książką do 1994, kiedy to amerykański milioner Bill Gates zakupił Codex Hammer, manuskrypt Leonarda da Vinci. W 1989 wydano tysiąc dwutomowych egzemplarzy, pierwszy tom to faksymile Ewangeliarza, drugi – komentarz do dzieła.
Zachowany w całości Ewangeliarz Henryka Lwa, znajduje się w Bibliotece księcia Augusta, w Wolfenbüttel, zawierającej m.in. zbiory będące dawniej własnością Welfów. Manuskrypt zawiera 266 stron, teksty czterech Ewangelii oraz 50 całostronicowych ilustracji. Ze względu na cenną wartość i ochronę dzieła przed światłem oryginalne dzieło jest prezentowane jedynie co dwa lata na krótkich wystawach.
Zgodnie z funkcją rękopisu Ewangeliarz zawiera ilustracje z wybranymi wątkami Nowego Testamentu oraz przedstawienia Ewangelistów. Ponadto namalowane są takie sceny jak m.in. Zesłanie Ducha Świętego i Chrystus w Majestacie. Zgoła inna od strony treści ideowych jest ilustracja zamykająca dzieło – z przedstawieniem nadania godności królewskiej Henryka Lwa z Matyldą, córką Henryka II, siostrą m.in. Ryszarda Lwie Serce i Jana Bez Ziemi. Kompozycja strony podobnie jak kilka innych iluminacji została podzielona na dwie zasadnicze strefy. W dolnej części ukazana została para książęca w pełnym splendorze stroju reprezentacyjnym w asyście kilku dworzan. Powyżej zaś, pośrodku sceny w otoczeniu apostołów, zasiada Chrystus jako Bóg. Ilustruje to umieszczony poniżej wizerunku Jezusa stylizowany model sfer niebieskich, których emanacja przechodzi na strefę ziemską. Ze strefy wyłaniają się Boże ręce trzymające korony, które mają wkrótce spocząć na skroniach Henryka i Matyldy, którzy zjednoczeni z Bogiem dzierżą w dłoniach złote krzyże. Całość ma ceremonialny charakter, ilustracja ta pokazuje polityczne ambicje księcia Welfów.
Rozmaite motywy architektoniczne, malarskie, ozdobne pismo, wyszukane kombinacje ornamentalne nadają ilustracjom, których kolorystyka oscyluje wokół intensywnych barw, dekoracyjny charakter. Postaci cechuje idealizacja twarzy i bogate różnobarwne stroje. Wiele motywów poświadcza znajomość instrukcji zawartych w dziele Schedula diversarum artium napisanym przez Teofila Prezbitera. Teofil opisuje m.in. jak malować twarze, fryzury, brody w zależności od wieku przedstawionej postaci.